# Светолик Јакшић
Светолик Јакшић (Чачак, 22. март 1868 — Берлин, 26. март 1928) био је српски дипломата, новинар и публициста.

## Биографија
Рођен је у Чачку, од мајке Анке рођене Милијановић из Чачка и оца Марка, родом са Језера на Дурмитору, по занимању адвоката. Породица се средином 70. година 19. века преселила у Ваљево. Основну школу је завршио у Чачку, гимназију у Ужицу, Београду и Ваљеву. Завршио је права на Великој школи у Београду 1892. године.
Након школовања је почео да ради у дипломатији, где је напредовао од писара до звања генералног конзула.
Године 1892. је почео да ради као писар у српском посланству у Берлину, где је остао наредне три године. Захваљујући Иви Павловићу, у то време отправнику послова у Берлину успео је да уђе у највише берлинско друштво.
Потом се вратио у Београд, где је постао заступник шефа пропаганде у Министарству иностраних дела и шеф Конзуларног одељења тог министарства. Након тога је био генерални конзул у Скопљу и вицеконзул у Битољу. На карају је био секретар посланства у Цариграду, где је остао пуне три године и за то време уређивао „Цариградски гласник“, у то доба једини српски лист у  Отоманском царству.
Из политичких разлога 1902. године је из Царигарада премештен у Министарство унутрашњих дела и постављен за начелника у Пожаревцу. Убрзо након тога је дао оставку на државну службу и посветио се новинарству.
Први објављени књижевни рад ме је била приповетка „Срећна Даринка“ у листу „Српче“. Још као студент био је стални сарадник у „Виделу“, под вођством Милутина Гарашанина, где је објавио велики број политичких, књижевних чланака и превода, под псеудонимом Хари (енгл. Harry). Док је радио као секретар посланства у Цариграду, уређивао је „Цариградски гласник“. Његвои путопису, књижевне критике, радов из историје позоришта и ументности, објављивани су и у „Ваљевским новинама“, „Домовини“, „Колу“, „Доситију“, „Дубровнику“, „Зори“, „Политици“, „Велики Србији“, „Српском листу“, „Српском књижевном гласнику“. Такође је објављивао преводе са руског језика. Српска књижевна задруга га је изабрала у одбору за издавање одабраних превода (1897).
Године 1902, након што је напустио државну службу, покренуо је дневне новине „Штампа“, који је издавао и уређивао све до августа 1914. године. Ове новине је до Царинског рата 1907. дотирала Аустроугарска. Лист му је више пута узапћиван, јер није штедео ни Владу, ни режим последњег Обреновића. Водио је оштре и жучне полемике са свима, а истовремено је писао и књижевне критике, чиме се бавио и пре покретања овог листа. Посебно је много писао о мостарској „Зори“. Захваљујући његовим способностима као новинара, критичара и полемичара, дуго је сврставан је међу најјаче српске новинаре, али је истовремено имао и много непријатеља.
Године 1913. је био власник и одговорни уредник „Илустровне ратне хронике“. Био је оштар полемичар и политички критичар радикалске владе, с Николом Пашићем на челу.
У периоду 1916—1917 је боравио у Швајцарској. 
Након што се српска влада повукла на Крф, учествовао је у политичкој акцији усмереној ка уклањању Николе Пашића и његове владе. Акцију је предводио Слободан Јовановић, окружен познаницима и пријатељима, међу којима су се налазили и заступник министра иностраних дела Јован Јовановић Пижон, регентов секретар Драгомир Јанковић, дипломата Бошко Чолак-Антић и други. Половином 1916. израдио је памфлет под насловом „Писмо Србима у Солуну изазвано Меморандумом оне гомиле која се зове "народним посланицима“, у коме је предлагао нову ванпарламентарну владу. Влада на Крфу је 26. августа/9. септембра 1916. донела одлуку да против њега и других учесника акције поведе истрагу и изведе их на суд због покушаја преврата и радњи против државе, заједно са осталим учесницима акције.
Написао је више текстова против Солунског процеса и брошуре намењене војсци на Крфу, агитујући против идеје о заједници са Хрватима и залагао само за српске интересе, те измирење са Аустроугарском. Осумњичен је за сарадњу са Аписом у завереничкој акцији против регента Александра Карађорђевића, да је током рата био агент немачке службе и да је са Слободаном Јовановићем био писац устава за будућу владу. Оптужен је за издају и осуђен на десет година робије, због чега је остао да живи у емиграцији, у Швајцарској, Бечу и Берлину. Амнестиран је 1927. године.
Крајем 1927. године се разболео и отишао на лечење у Берлин, где је након четири месеца у Аугуста болници напрасно умро од капље на срцу. Привремено је сахрањен на руском гробљу у Берлину.

## Породица
Имао је браћу Гргура (1871—1955), који је био дипломата, историчар и универзитетски професор, Михаила који је био официр, Бранислава ( —1928) школовани пољопривредник и управник државног пољопривредног добра „Косанчић“ у Бачкој и Младена (1882—1913), пешадијског капетана I класе.
У Берлину је упознао Лужичку Српкињу, рођену као Јелисавета Ела Берник, касније познатију под именом Алиса Тепер. Венчали су се у Бечу 1899, после чега је она променила име у Лујза Јакшић (1870—1942). Радила је као наставница у Вишој женској школи. Новчано му је помогла да покрене дневне новине „Штампа“ (1902).